# Benoît Le Coffre
Benoît (også Bendix) Le Coffre (også Coffer, Koffer, Cupher, Kuffer) (døbt 5. februar 1671 i København – begravet 28. november 1722 fra Trinitatis Kirke) var en dansk maler.

## Baggrund
Han var søn af stukkatør og vokspousserer Claude le Coffre fra Le Mans og Marie Trouillet de la Brière. Han var af katolsk, fransk familie og blev som ung sendt til Paris, hvor han blev optaget på Académie royale de peinture et de sculpture og formodentlig samtidig fik privatundervisning. 1692 vandt han akademiets første pris (Prix de Rome) for Hagar i ørkenen og studerede ved akademiets skoler i Rom. 1696 var han i København, hvor han fik betaling for et billede af kronprinsesse Sophie Hedevig og udførte et portræt af Niels Juel på Egeskov.

## Karriere
Man kender dog bedst hans virksomhed under Frederik IV. For denne konge, i hvis tjeneste han stod, arbejdede han fra 1704-21, så vidt årstallene på hans malerier og de kongelige regnskaber kunne oplyse. 1700 blev han hofmaler og fik dermed en parallel position til Hendrik Krock. Han malede dels portrætter af kongen, kronprinsen og flere, dels store dekorationsmalerier, navnlig loftstykker til de kongelige palæer, som ikke blev videre godt betalte, og kunstnerens beskedne fordringer blev ikke sjældent stærkt nedsatte. Hans malerier, der er i en let og rask maner, virkede ved deres elegance og livlighed, ligesom Jacques d'Agars, til at give den franske malemåde indgang i Danmark i stedet for den hollandske. I palæet bag Børsen ("la maison de la duchesse") malede han navnlig adskillige plafonds. Hans navnkundigste billede var dog et stort loftsmaleri i Rosen på Frederiksberg Slot, forestillende "en maskerade", dog ikke den som Frederik IV skal have givet på Koldinghus; den halvmaskerede tyrk skal være kongen selv, tyrkinden rimeligvis kongens gemalinde til venstre hånd, Elisabeth Helene von Vieregg. Det bærer årstallet 1704. En skitse dertil tilhører Statens Museum for Kunst. De fleste øvrige loftstykker på Frederiksberg Slot er ligeledes af Coffre. Også på det første Christiansborg fandtes et loftsmaleri, der forestillede En tyrk, som af fruentimmer opvartes med musik, sang og dans. Hans seneste kendte arbejde, næst efter en altertavle på Vallø, som er betegnet 1719, er en plafond på Rosenborg med årstallet 1721.
Hans kår i Danmark må have været indskrænkede nok, thi allerede 1712 måtte kongen give ham et såkaldt moratorium, for at holde ham kreditorerne fra livet, og 1721 måtte dette fornys på tre år. Samme år blev han imidlertid ramt af et slagtilfælde, som holdt ham fængslet til sygelejet i lang tid og bortrev ham i begyndelsen af det følgende år (1722). Under sin sygdom nød han en kgl. understøttelse af 4 rigsdaler kurant ugentlig.

## Familie
Han blev gift før 1714 med skuespiller Marie Hélène la Croix (født formentlig i Dresden, begravet 22. april 1728 i København), datter af 1. kammertjener hos kurfyrsten af Sachsen Jean la Croix (død 1691) og Anne Sophie Pilloy (død ca. 1688, gift 1. gang 1673 med Johan Jacob Stapffer).
Hans enke blev skuespiller som så mange andre i slægtskredsen, mens en datter en tid var Christian Danneskiold-Samsøes elskerinde.
Det Nationalhistoriske Museum på Frederiksborg Slot har et selvportræt fra ca. 1720 af Le Coffre.

## Værker
- Hagar i ørkenen (1692, Grand Prix, Paris 1692, forsvundet)
- Udkast til et gravmæle, formentlig for Christian og Ulrik Frederik Gyldenløve (tegning, Christof Marselis' studiebog, deponeret i Danmarks Kunstbibliotek)
- 10 malerier med emner fra Ovid til Frederiksberg Slot (betalt 1704, forsvundet)
- En orientaler (1705, Statens Museum for Kunst)
- Dagen (bet. 1707, forsvundet)
- Pyramus og Tisbe (1708, Statens Museum for Kunst)
- En mytologisk figur, måske Danaë (Statens Museum for Kunst)
- En samling tyrkiske mænd (Statens Museum for Kunst)
- Et umage par, allegori (Statens Museum for Kunst)
- Cleopatras død
- En græsk biskop (Ledreborg)
- En tyrk
- En bondekone (1711)
- En tartar (1712)
- Den lille neger Dumont (1720, forsvundet)

### Portrætter
- Niels Juel i elefantordensdragt (1696, Egeskov)
- Prinsesse Sophie Hedevig (sign., 1696, De Danske Kongers Kronologiske Samling)
- Kronprins Frederik (1696, forsvundet)
- 4 portrætter af Frederik IV i salvingsdragt (tilskrevet, De Danske Kongers Kronologiske Samling, Det Nationalhistoriske Museum på Frederiksborg Slot, privateje)
- Frederik IV (legemsstørrelse, 1707, forsvundet)
- Zar Peter I (1716, Peterhof, Sankt Petersborg)
- Selvportræt (ca. 1720, Det Nationalhistoriske Museum på Frederiksborg Slot)

### Religiøse billeder
- 6 apostelbilleder (1716, Gavnø)
- Nadverens indstiftelse (1719, Vallø Slotskapel)
- 4 evangelister (tidligere i Gerhard Morells samling)

### Forarbejder til eksisterende udsmykninger
- En mand i orientalsk dragt, skitse til En maskerade, Frederiksberg Slot (Statens Museum for Kunst)
- Et maskebal, skitse til samme (Statens Museum for Kunst, tegning hertil i Den Kongelige Kobberstiksamling)

### Udsmykninger (alle loftmalerier)
Eremitagen, Jægersborg Dyrehave:
- De tre gratier (før 1699, forsvundet)

Rosenborg Slot:
- 4 plafonder til Den lange sal (betalt 1706, ikke benyttet, forsvundet)
- Vornedsskabets ophævelse 15. august 1700
- Oprettelsen af landmilitsen til fods 22. februar 1701
- Dragonernes oprettelse 31. december 1701
- "Den altid færdige Søe-Rustning" 16. december 1704
- Bacchanal (ca. 1705-06, havestuen)
- Paris' dom (nedtaget 1809)

Frederiksberg Slot:
- En maskerade (1704 eller 1711, Rosen)
- 8 muser (prinsessens soveværelse)
- Flora omgivet af amoriner (lakajgemakket)
- Gudernes festmåltid (vestlige galleri)
- Ceres (stueetagen)
- Bellona (nordvestlige hjørne)
- Helios modtages af Okeanos' døtre (soveværelset)
- Venus og Anchises (kongens lakajgemak)
- Juno og Pluto (dronningens audiensgemak)
- Herkules optages blandt guderne (kongens audiensgemak)
- Proserpinas rov (store kirkekabinet)
- Sanserne (kongens lille kabinet)
- Apollon og de ni muser (1721, flyttet til Rosenborg)

Palæet bag Børsen, Slotsholmsgade 8 (alle forsvundet)
- Venus' fødsel (1712, kongens værelse)
- Gratierne og Amor (1712, Eremitagen)
- Aurora (1712)
- Døgnets tider (1712)
- Unge piger der leger med en papegøje (1712)
- Psyke fejres af muserne (1719)
- Flora som strøer velsignelse over Danmark (1719, måske identisk med maleri, flyttet til Rosenborg omkring 1870)
- Legende putti (1719, lille kabinet)

Kancellibygningen, Slotsholmsgade 2:
- Allegori på freden (1721)
- 2 andre plafonds (1721, forsvundet, skulle male endnu 2)

Flere loftsmalerier på Rosenborg, tilflyttet fra andre kgl. slotte